# André Pierrard
Pour les articles homonymes, voir Pierrard.
André Pierrard, né le 3 octobre 1916 à Cousolre (Nord) et mort le 26 juin 1997 dans la même ville, est un homme politique français et un écrivain. Membre du Parti communiste français, il est député de la 1re circonscription du Nord de 1946 à 1958.

## Biographie

### Famille et jeunesse
Fils d’un ajusteur et d’une mère polisseuse de marbre, il fréquente successivement l’école primaire de son village natal, puis l’école primaire supérieure de Bavay et enfin l’École normale d’instituteurs de Douai puis devient militant aux Jeunesses communistes et au PCF en 1937. Son affiliation politique lui vaut d’être révoqué en 1941. Il combat ensuite dans la Résistance.

### Résistance
En octobre 1935, membre des Amis de l’Union soviétique, il adhère aux Jeunesses communistes devenant secrétaire de la section de Roubaix et entrant au Bureau fédérale l’année suivante. En  1937, il adhère au Parti communiste et effectue son service militaire dans un régiment de zouaves à Alger, puis est embauché comme enseignant à Maubeuge, près de la frontière belge, devenant successivement secrétaire des cellules de Cousolre puis Jeumont, dans le bassin de la Sambre, avant de parcourir la France à bicyclette à l'été 1939. En février 1940, il est muté dans des écoles des Flandres à Bailleul-la-Brèche puis Saint-Jans-Cappel. En septembre 1940, il crée un noyau communiste à Jeumont puis en octobre 1941 devint responsable Organisation du secteur de Maubeuge et en décembre 1941 responsable politique du bassin de la Sambre, puis occupe cette fonction pour le Valenciennois, où il lança en août 1942 le mouvement de résistance créé par le PCF en mai 1941, Front national (Résistance), fondant avec Léon Houpe le journal Le Valenciennois patriote. En juillet 1943, il est nommé « politique » du département du Pas-de-Calais, où il sera cofondateur du Comité départemental de Libération.

### Libération
À la Libération, il devint premier rédacteur en chef puis directeur du quotidien régional communiste Liberté, en mai 1945, mais aussi rédacteur au qutodien national communiste l'Humanité au service propagande. Au même moment, il est adjoint au maire de Lille, délégué aux Beaux-Arts. Il est présenté par son parti à l’élection des deux Assemblées constituantes dans la première circonscription du Nord. Mais, dans cette circonscription majoritairement rurale, il n’obtient que 17 295 suffrages, le 21 octobre 1945, et 17 963, le 2 juin 1946, et n’est pas élu. Aux élections du 10 novembre 1946, marquées par une assez nette poussée communiste, il obtient 20 658 voix sur 122 722 suffrages exprimés et fait son entrée à l’Assemblée nationale. En octobre 1947, il est élu au Conseil municipal de Dunkerque.
Aux élections du 17 juin 1951, aucun apparentement n’ayant été conclu dans la première circonscription du Nord, la liste conduite par André Pierrard gagne environ 2 500 voix par rapport à 1946 et emporte un siège avec 18 % des 128 937 suffrages exprimés. Les trois autres sièges reviennent à Marcel Darou (SFIO), à Paul Reynaud (Républicains indépendants) et au gaulliste Auguste Damette qui élimine le MRP sortant Robert Prigent.

### Les années 1950
À la fondation de L'École et la Nation en 1951, André Pierrard est nommé rédacteur en chef de la revue.
Les élections du 2 janvier 1956 voient sa réélection, la liste communiste qu’il dirige obtenant 17 % des 141 287 suffrages exprimés. Il retrouve la commission de l’éducation nationale, durant les deux années de la législature, et en devient le vice-président. Il siège à nouveau, comme membre titulaire cette fois-ci, à la commission des immunités parlementaires, de 1956 à 1958. Pendant deux ans, il cultivera une liberté de ton croissante au sein du PCF.
Deux ans après les débuts de la Guerre d'Algérie, il est dès 1956 en contact avec Francis Jeanson, dirigeant du réseau d’aide au Front de Libération national algérien, se déclarant favorable à une prise en compte par le PCF de la radicalisation des revendications algériennes. C'est aussi l'époque de la Déstalinisation, réclamée par le rapport de Nikita Khrouchtchev en URSS. Lors de la réunion du comité central du 22 mars 1956, André Pierrard demande un débat après le rapport de Jacques Duclos sur le 20e congrès du PCUS. 
Le 10 juin 1958, il exprime à nouveau des désaccords, cette fois avec le rapport présenté par Waldeck-Rochet sur l'arrivée de De Gaulle au pouvoir.  Pour lui, le PCF en sous-estime les conséquences. Il ne s’agit pas, selon lui, de fascisme, mais de « risque de dictature ». Il plaide pour des comités de défense capables d'élaborer un front républicain, une « unité ponctuelle vers une base commune ». Il plaide pour une entente avec de « nombreux républicains » à la recherche d’un « compromis sur l’Algérie », ce qui déclenche les attaques de Marcel Servin et André Voguet contre lui, Maurice Thorez l’interrompant avec violence deux fois puis soulignant que l'unité du PCF contrastait avec les désaccords du seul Pierrard.
Aux élections des 23 et 30 novembre 1958, André Pierrard se porte candidat dans la Onzième circonscription du Nord (Dunkerque). Ce scrutin historique voit les gaullistes percer comme en 1951, le PCF perdant ses 12 députés dans la région,. Il ne parvient pas à profiter de la diabolisation du général De Gaulle, lancée sous forme d'un éditorial de Jacques Duclos dans L'Humanité après le Coup d'État du 13 mai 1958 ne lui profite pas. 
André Pierrard, battu en novembre au second tour par le socialiste Albert Denvers ne se présente plus par la suite. Il avait déjà retrouvé son métier d’instituteur à Bagneux à la rentrée d'octobre, puis à Villejuif en janvier 1959. 
Les mois suivants, il est remplacé à la tête du quotidien régional communiste Liberté par Gustave Ansart.

### L'Association France-URSS
André Pierrard écrit régulièrement des articles dans la revue de l’association France-URSS et devient SON vice-président au moment où se manifeste une volonté d'un compromis soviétique avec l'OTAN. À la veille du congrès de France-URSS de juin 1957, Thorez accepte d'ouvrir la direction de France-URSS à des non-membres du PCF, mais Pierrard constate le mois suivant des réticences au sein de la direction du PCF sur ce choix.
Avec Armand Gatti et grâce aux reportages sur la Yakoutie pour France-URSS en 1957-1958, il contribue à la documentation de Lettre de Sibérie, le film de Chris Marker qui donne des tonalités opposées sur le régime socialiste, mais lors de la première projection, des dirigeants du PCF ne sont pas présents ou pas invités. Assumant cet échec, Pierrard demande le 7 juin 1958 à être relevé de ses responsabilités à France-URSS. Il demeure membre de la présidence collective et co-directeur du magazine mensuel de cette association jusqu'au XIIIe congrès de celle-ci (1973).

### Les années 1960
Chargé de recherches à l’Institut pédagogique national, il prend, par la suite, et notamment en 1968, quelque distance avec la direction du parti communiste. Il se tourne vers la création romanesque. La Fugue Flamande, paru chez Julliard en 1971, obtient le prix du roman populiste. Il meurt le 26 juin 1997 dans sa ville natale de Cousolre.

### Les années 1970, 1980 et 1990
André Pierrard est l'auteur de nombreux ouvrages sur son Avesnois natal et de huit romans et récits, pour la plupart publiés dans les années 1970. Le premier de ses romans, Le jeune homme à la rose, est écrit en 1969, un an après son départ du PCF. Il est consacré à Vasil Porik, un jeune lieutenant de l’Armée rouge ukrainien fusillé à 22 ans par les Allemands après s'être engagé dans la Résistance, dans le Pas-de-Calais, où il avait été déporté en 1943, comme 7300 requis et prisonniers de guerre soviétiques ou serbes parqués dans une dizaine de camps bâtis à proximité des mines où ils ont travaillé dès l’été 1942, pour pallier la baisse de la production charbonnière, beaucoup n'ayant pas survécu aux conditions de travail. Il serait à l'origine de 300 soldats et officiers tués ou blessés, onze convois militaires et deux ponts détruits ,,. Il semblait avoir été peu évoqué dans l'historiographie de la Résistance communiste et qui venait de bénéficier d'un monument commémoratif. Le roman a été traduit à Kiev en langue ukrainienne en 1974 et à Moscou en langue russe en 1976.
On l’appelait Tamerlan, mais aussi celui consacré à Eusebio Ferrari, qui s'est illustré lors de la Grève des mineurs du Nord-Pas-de-Calais (1941), s'inspirent également de ses souvenirs de résistance et de ceux de ses camarades.
En décembre 1979 il fait partie des signataires de la pétition « Union dans les luttes » puis en février 1981 celle demandant la recomposition du PCF, tandis qu'il soutient la candidature d'un "dissident" du PCF aux européennes de 1984, en duo avec Serge Depaquit, du PSU. En 1988 il soutient cette fois la candidature de Pierre Juquin à la Présidence de la République puis en 1991 apporte son  témoignage dans le 3e volume de "Mémoires d’ex" le film de Mosco. Cette année-là, la croix de chevalier de la Légion d’honneur lui fut remise le 8 mai par Charles Tillon, ancien commandant national des FTPF.

## Œuvres
- Le jeune homme à la rose, Presses de la Cité, 1969, avec un avant-propos de Rémy; traduit à Kiev en langue ukrainienne en 1974 et à Moscou en langue russe en 1976.
- On l'appelait Tamerlan, éditions Julliard, 1970, avec une préface d'Armand Lanoux, de l'Académie Goncourt.
- La Fugue flamande, éditions Julliard, 1971, Prix du Roman Populiste (1971).
- Le don de Charleroi, éditions Julliard, 1972.
- Mourir à 14 ans, Presses de la Cité, 1973.
- Ceux d'Hurtebise, éditions Julliard, 1974.
- La belle vie au Pays Noir, G.Blondel & J. Planquart éditeurs, 1979.
- Eusebio Ferrari, à l’aube de la résistance armée, Syros, 1980, coauteur : Michel Rousseau,  (ISBN 2-901968-36-8).
- Le Janissaire, Éditions des Beffrois-Westhoek, 1983,  (ISBN 2-903077-72-X).
- La fusillade de Fourmies : premier mai 1891, évocation historique, coauteur : Jean-Louis Chappat, Miroirs, 1991,  (ISBN 2-84003-000-4).

## Distinctions
- Prix Eugène-Dabit du roman populiste, 1971.

## Sources
- Biographie Le Maitron d'André Pierrard[1], par Jacques Girault, Odette Hardy-Hémery, Michel Rousseau, le 30 novembre 2010, dernière modification le 24 novembre 2013.
- "La côte d’Opale en guerre d’Algérie 1954-1962" par Marc Coppin, Lille, Presses du Septentrion, 2012.